# Dragan Tarlać
Dragan Tarlać (cyr. Драган Тарлаћ; ur. 9 maja 1973 w Nowym Sadzie) – jugosłowiański koszykarz i olimpijczyk.

## Kariera

### Europa
Przed rozpoczęciem swojej kariery seniorskiej trenował w klubie z rodzinnego miasta – KK Vojvodinie. Szybko jednak przeniósł się do stolicy, Belgradu, gdzie przez rok występował w Crvenej Zvezdzie. Zimą na przełomie lat 1991/1992 wyjechał do Grecji, gdzie miał grać w Olympiakosie Pireus. Przez pierwsze pół roku jednak nie grał, ale od sezonu 1992/1993 występował regularnie, m.in. wygrywając rozgrywki Euroligi w 1997 roku.

### NBA
Tarlać już w 1995 roku został wybrany przez Chicago Bulls w drafcie NBA – II runda, 31 numer. Jednak dopiero pięć lat później wyjechał do Stanów Zjednoczonych, tuż po tym, jak wrócił z Igrzysk Olimpijskich w Sydney. W Bykach nie grał jednak porywająco i po roku wrócił do Europy.

### Powrót do Europy
Po nieudanym pobycie w NBA Tarlać wrócił do Europy, podpisując dwuletnią umowę z hiszpańskim Realem Madryt. Karierę zakończył trzy lata później, kiedy przez rok bronił barw CSKA Moskwa.

## Osiągnięcia
Drużynowe
- Mistrz:
  - Euroligi (1997)
  - Grecji (1993–1997)
  - Rosji (2004)
- Wicemistrz turnieju McDonalda (1997)
- Zdobywca pucharu Grecji (1994, 1997)

Indywidualne
- Zaliczony do I składu turnieju McDonalda (1997)
- 3-krotnie powoływany do udziału w meczu gwiazd Euro All-Star Game (1996, 1998, 1999)

Reprezentacja Jugosławii
- 1999  brązowy medalista z Francji
- 2001  mistrz Europy z Turcji